# Mills-Kliff
Das Mills-Kliff ist ein isoliertes Felsenkliff auf der Thurston-Insel vor der Eights-Küste des westantarktischen Ellsworthlands. Es ragt im nordzentralen Teil der Lofgren-Halbinsel auf.
Das Advisory Committee on Antarctic Names benannte es 2003 nach dem Flugzeugmaschinisten William H. Mills, Mitglied der Ostgruppe der bei der von der United States Navy durchgeführten Operation Highjump (1946–1947) zur Erstellung von Luftaufnahmen der Thurston-Insel und der benachbarten Festlandküste.